# Snowy Shaw
Snowy Shaw, vlastním jménem Tommie Mike Christer Helgesson (* 25. července 1968 Göteborg, Švédsko), je švédský bubeník, zpěvák a kytarista. Působil v hudebních skupinách jako jsou King Diamond, Dream Evil(en), Mercyful Fate či jako koncertní zpěvák skupiny Therion. V Dream Evil byl Shaw nějakou dobu také hlavním textařem. Momentálně hraje ve skupinách Denner / Shermann a Mad Architect.
Shaw zároveň pracuje jako fotograf a designér propagačního materiálu pro různé hudební skupiny.